# Adolph Schönfelder
Heinrich Ferdinand Adolph Schönfelder  (* 5. April 1875 in Hamburg; † 3. Mai 1966 ebenda) war ein deutscher Politiker (SPD). Von 1948 bis 1949 war er Alterspräsident des Parlamentarischen Rates.

## Leben und Beruf

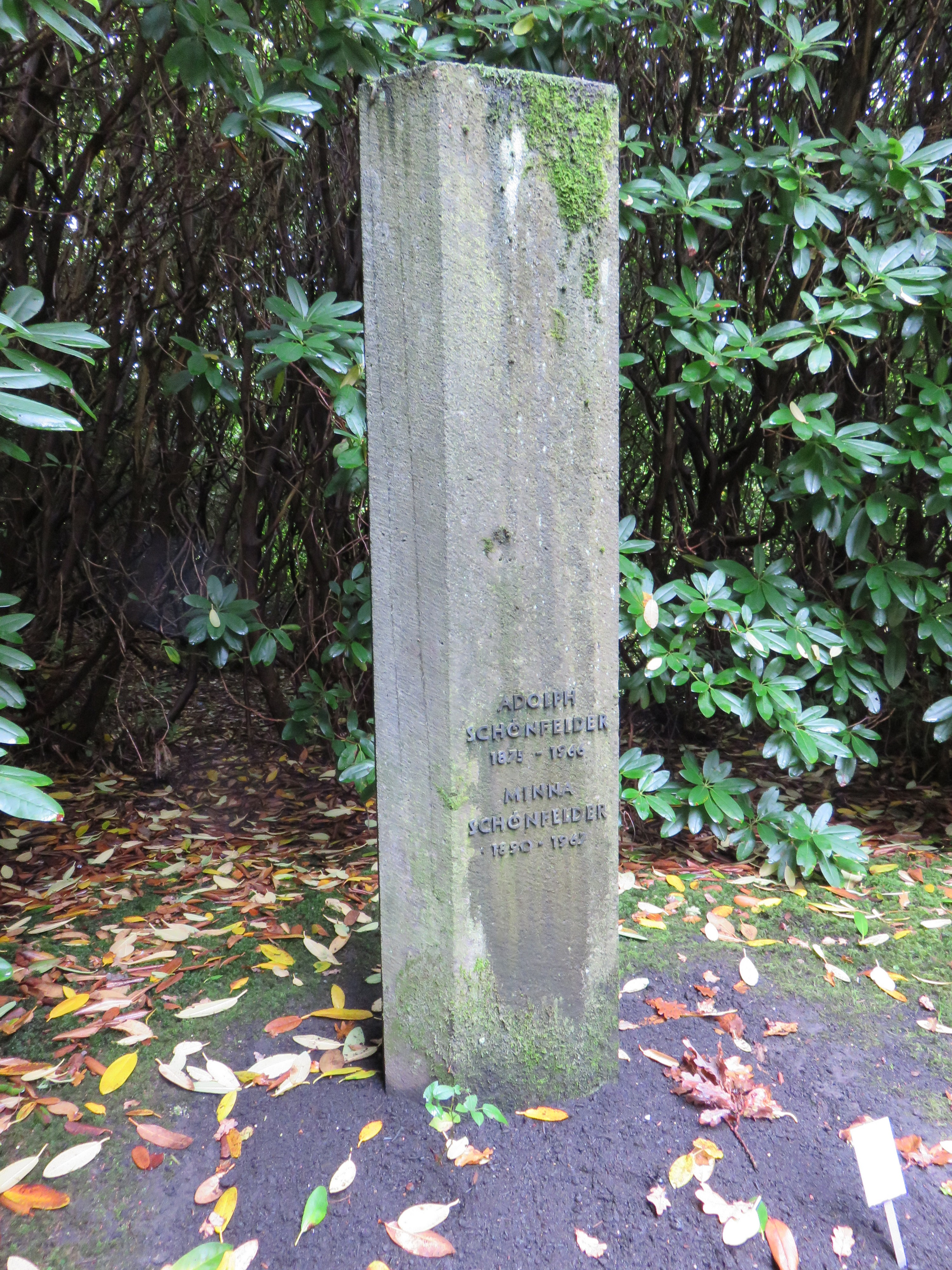
Grabstein Adolph Schönfelder, Friedhof Ohlsdorf

Nach dem Besuch der Volksschule machte Schönfelder eine Lehre zum Zimmermann. Während des Ersten Weltkrieges kämpfte er an der Ostfront und sollte dort das Eiserne Kreuz 2. Klasse erhalten, das er jedoch ablehnte. Er wohnte mit seiner Familie von 1906 bis 1925 im PRO-Wohnblock an der Lohkoppelstraße in Barmbek und war von 1921 bis 1926 Vorsitzender des Zentralverbands der Zimmerer. 1933 gehörte als einer der Inhaber des SPD-Presseverlags Auer & Co. und als Landesvorstandsmitglied zu den Initiatoren der Hamburger-Echo-Versammlung und wurde verhaftet. Während des Zweiten Weltkrieges wurde Schönfelder des Hochverrats angeklagt und inhaftiert, später jedoch wieder freigelassen. Nachdem ihm bereits 1946 die Bürgermeister-Stolten-Medaille verliehen worden war, wurde er 1950 zum Ehrenbürger der Stadt Hamburg und zum Ehrensenator der Universität Hamburg ernannt. Er gehörte dem Bund der Freimaurer an.
Eine seiner Töchter war Cäcilie (Liese) Schönfelder (geb. 1899). Sie war mit Walther Victor verheiratet. Aus dieser Ehe stammt ihr Sohn Heinz (Paul) Victor, der als Kommunist von 1944 bis zur Befreiung Häftling des KZ Buchenwald war.
Am 3. Mai 1966 erlag Schönfelder den Folgen einer Gallenoperation. Nach ihm ist die Adolph-Schönfelder-Straße in Hamburg-Barmbek-Süd benannt, ebenso wie die Adolph-Schönfelder-Grundschule, gleichfalls in Barmbek-Süd.

## Partei
Adolph Schönfelder trat 1902 der SPD bei. Von 1946 bis 1962 war er Vorsitzender der SPD-Kontrollkommission.

## Abgeordneter

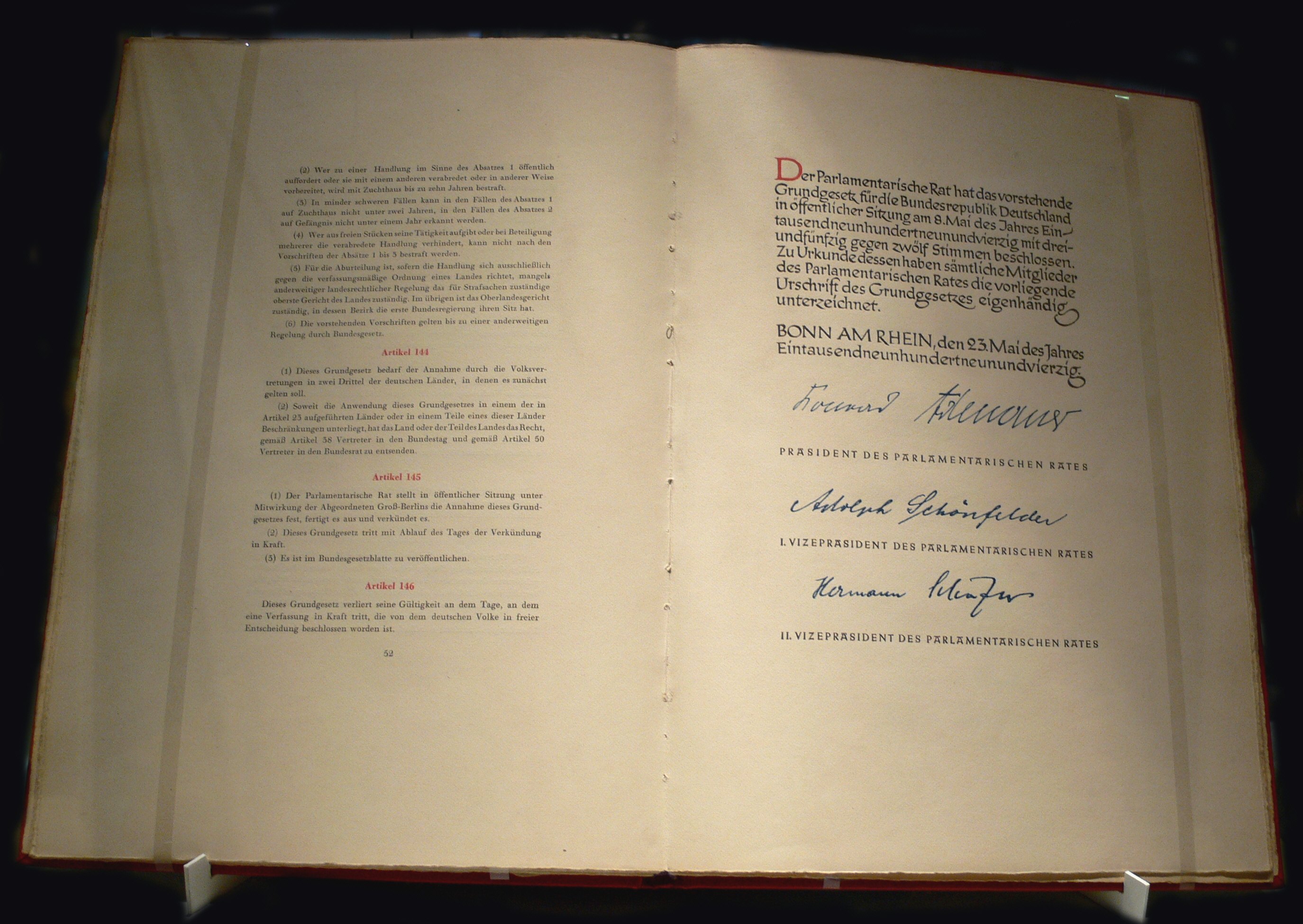
Grundgesetz mit Schönfelders Unterschrift in der Mitte

Schönfelder war von 1919 bis zu ihrer Auflösung 1933 und dann wieder von 1945 bis 1961 Mitglied der Hamburgischen Bürgerschaft, deren Präsident er von 1946 bis 1960 war. 1948/49 war er außerdem Mitglied, 1. Vizepräsident und Alterspräsident des Parlamentarischen Rates. In dieser Eigenschaft fertigte Schönfelder am 23. Mai 1949 zusammen mit Konrad Adenauer und Hermann Schäfer das Grundgesetz aus; die Verfassungsurkunde trägt seine Unterschrift.

## Öffentliche Ämter
Schönfelder gehörte vom 18. März 1926 bis zum 3. März 1933 dem Hamburger Senat als Polizeisenator an (→Hamburger Senat 1919–1933). Im Rahmen der Machtübernahme der Nationalsozialisten in Hamburg trat Schönfelder, zusammen mit seinen SPD-Senatskollegen, am 3. März 1933 von seinem Senatsposten zurück, um dem Reich keinen Grund zum Eingreifen in die Hamburger Autonomie zu geben. Paul de Chapeaurouge wurde sein Nachfolger, der drei Tage später, nachdem die Polizeigewalt durch Reichsinnenminister Wilhelm Frick an den SA-Standartenführer Alfred Richter übertragen worden war, ebenfalls aus dem Senat zurücktrat. Nach dem Zweiten Weltkrieg war Schönfelder 1945/46 Zweiter Bürgermeister von Hamburg.